# Gnaeus Pompeius Magnus

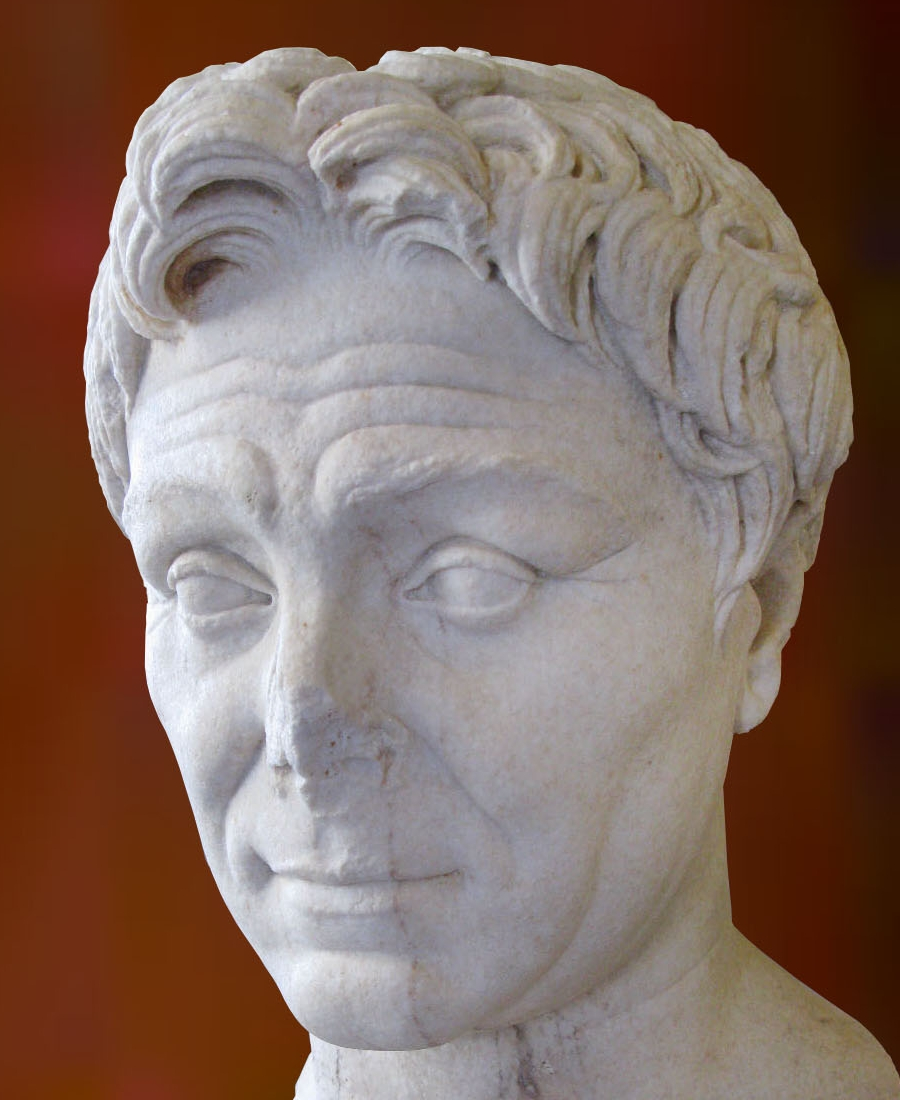
Einsatzbüste des Pompeius (Paris, Louvre)

Gnaeus Pompeius Magnus (deutsch auch Pompejus; * 29. September 106 v. Chr.; † 28. September 48 v. Chr. bei Pelusium) war ein römischer Politiker und Feldherr, bekannt als Gegenspieler Gaius Iulius Caesars. Er galt bis zu seiner Niederlage gegen Caesar als der brillanteste Heerführer seiner Zeit (der Beiname Magnus, deutsch „der Große“, spielt auf Alexander den Großen an), scheiterte aber immer wieder an den innenpolitischen Mechanismen Roms, in die er sich nie völlig einfügen wollte und konnte. Bedeutsam über seine Zeit hinaus waren manche seiner organisatorischen Maßnahmen, die das spätere Kaiserreich vorwegnahmen.

## Leben

### Herkunft
Die Pompeii waren ein plebejisches Geschlecht, das aus Picenum, nordöstlich von Rom, stammte und erst relativ spät in der römischen Politik in Erscheinung trat. Der erste weithin bekannte Repräsentant war Quintus Pompeius, der 141 v. Chr. zum Konsul gewählt wurde und damit in die Nobilität aufstieg. Er war allerdings kein Vorfahre von Gnaeus Pompeius, der zu einem anderen Familienzweig gehörte. Sextus Pompeius, der Großvater von Gnaeus Pompeius Magnus, war 118 v. Chr. Statthalter von Makedonien, wo er starb, bevor ihm der Aufstieg zum Konsulat gelang. Mehr ist von Pompeius’ Vater bekannt: Gnaeus Pompeius Strabo war ebenfalls als Statthalter in Makedonien tätig, vor allem ist aber sein Engagement im Bundesgenossenkrieg zu nennen. Strabo, der während des Krieges im Jahr 89 v. Chr. Konsul wurde, obwohl er viele Feinde im Senat hatte, versuchte in diesem Konflikt wohl seine eigene Position auszubauen und zu stärken. Sein Vorgehen war zum einen brutal (er ließ nach Einnahme der Stadt Asculum deren Bevölkerung töten), zum anderen überaus undurchsichtig. Außerdem machte er sich unbeliebt, als er die Beute, die er aus Asculum herausgepresst hatte, seinem Privatvermögen und nicht dem römischen Staatsschatz zuführte. In Strabos Heer kam es zu Unruhen sowie einem Anschlag auf ihn und seinen Sohn Gnaeus, der bereits 17-jährig an der Seite seines Vaters kämpfte. 87 v. Chr. kam es zu einer Meuterei, die er mit seinem Sohn Gnaeus erfolgreich niederschlug. Strabo starb 87 v. Chr., vermutlich an einer Seuche; der junge Gnaeus Pompeius konnte mitansehen, wie der Leichnam seines Vaters von einer Menschenmenge durch die Stadt geschleift wurde.

### Aufstieg unter Sulla

Einsatzbüste des Pompeius (Venedig, Archäologisches Nationalmuseum)

Nach dem Tod seines Vaters und der Einnahme Roms durch die Popularen wurde Pompeius wegen Beuteunterschlagung angeklagt, erreichte durch Heirat mit Antistia, der Tochter des Richters, jedoch einen Freispruch. Im anschließenden Bürgerkrieg trat er auf die Seite Sullas, den er mit einem selbstausgehobenen Heer unterstützte. Im Jahr 82 v. Chr. verheiratete ihn Sulla mit seiner Stieftochter Aemilia. Diese Ehe mit der Tochter des berühmten patrizischen Politikers Marcus Aemilius Scaurus bedeutete für Pompeius eine familiäre Verbindung mit der Nobilität. Nach Aemilias Tod noch im selben Jahr vermittelte ihm Sulla die Ehe mit Mucia Tertia. Obwohl Pompeius für ein reguläres militärisches Kommando eigentlich noch viel zu jung war und die erforderlichen Ämter nicht vorweisen konnte, führte er, von Sulla beauftragt, zwei Feldzüge gegen die verbliebenen Anhänger des älteren Marius in Sizilien, wo er auch den dreimaligen Konsul Gnaeus Papirius Carbo töten ließ, und in Nordafrika. Nach seiner Rückkehr erhielt Pompeius gegen den anfänglichen Widerstand Sullas 79 v. Chr. einen Triumph zugesprochen.

### Sertoriuskrieg und erstes Konsulat
Nach Sullas Tod erlangte Pompeius 77 v. Chr. ein prokonsulares Imperium, das mit der Statthalterschaft der Provinz Hispania citerior verbunden war, und kämpfte gegen Quintus Sertorius in Spanien. Erst als dieser einer Verschwörung der eigenen Gefolgsleute zum Opfer fiel, konnte Pompeius zusammen mit Quintus Caecilius Metellus Pius den verlustreichen Krieg erfolgreich beenden. Bei seiner Rückkehr nach Italien mit seinem Heer 71 v. Chr. besiegte er die versprengten Reste von Spartacus’ Sklavenheer. Pompeius erhielt einen weiteren Triumph und wurde im folgenden Jahr 70 v. Chr. zusammen mit Marcus Licinius Crassus, der den eigentlichen Krieg gegen die Hauptarmee der Sklaven erfolgreich geführt hatte, Konsul. Zwei wichtige Bestimmungen der sullanischen Restaurationspolitik sollten in der Folgezeit von den beiden Konsuln rückgängig gemacht werden: zum einen die Aufhebung der politischen Beschränkung des Volkstribunats, zum anderen die Besetzung der Repetundengerichtshöfe.

### Piratenkrieg und 3. Mithridatischer Krieg

Region des östlichen Mittelmeers und des Nahen Ostens mit den politischen Einflussbereichen um 100 v. Chr.

Im Jahr 67 v. Chr. brachte der Volkstribun Aulus Gabinius, ein Gefolgsmann des Pompeius, einen Gesetzesentwurf (lex Gabinia) zur Einsetzung eines Feldherren gegen die Seeräuber ein, die zu dieser Zeit das Mittelmeer unsicher machten. Pompeius wurde der Oberbefehl übertragen; gestützt auf übergreifende Vollmachten, besiegte er die Piraten in wenigen Monaten. Um die Seeräuberei künftig zu verhindern, siedelte Pompeius die Besiegten in verschiedenen Städten Kilikiens, Griechenlands und Unteritaliens an, etwa in das aus diesem Grunde in Pompeiopolis umbenannte Soloi, um ihnen so eine neue Existenzgrundlage zu verschaffen. Im folgenden Jahr wurde er durch die lex Manilia anstelle von Lucullus mit dem Krieg gegen den pontischen König Mithridates VI. beauftragt, den er in Richtung Krim zurückdrängen konnte. Nach dem Sieg ordnete er den Osten des Mittelmeerraums im Sinne Roms. Das einstige Reich des Mithridates machte Pompeius zur Provinz Bithynia et Pontus ebenso wie den Rest des Seleukidenreiches (als Provinz Syria 63 v. Chr.). Er eroberte im selben Jahr das Reich der Nabatäer, die spätere Provinz Arabia Petraea. Auch griff er im nicht restlos befriedeten Judäa ein. Bei seiner triumphalen Rückkehr nach Rom 62 v. Chr. entließ Pompeius, auf seinen ohnehin gesicherten Einfluss auf den Senat vertrauend, seine Legionen.

### Triumvirat

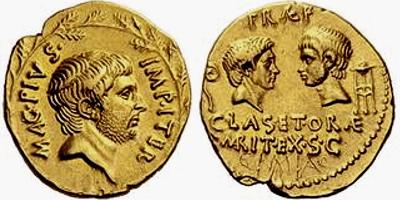
Porträts der Familie des Gnaeus Pompeius Magnus auf einer Goldmünze (Aureus, 8,17 g 8h) seines Sohnes Sextus Pompeius, geprägt 42–40 v. Chr. in Sizilien. Vorderseite mit Porträt des Sextus Pompeius, Revers mit Profilen des verstorbenen Vaters Gnaeus Pompeius Magnus (links) und des verstorbenen Sohns Gnaeus Pompeius Magnus des Jüngeren (rechts).

Doch eine Reihe wichtiger nobiles war der Ansicht, Pompeius’ Macht gefährde die Republik, und so versuchte man, ihn politisch auszumanövrieren, ganz ähnlich wie einst Gaius Marius. Der Senat verweigerte darum zunächst Pompeius’ Veteranen die erwartete Versorgung mit Land. Vergeblich versuchte der Feldherr, ein von dem ihm nahestehenden Volkstribunen Lucius Flavius Anfang 60 v. Chr. beantragtes, seine Veteranen begünstigendes Ackergesetz verabschieden zu lassen. Daraufhin beschloss der Senat, über jede der zahllosen Entscheidungen, die Pompeius im Osten gefällt hatte, einzeln zu beraten, was den Feldherrn der Lächerlichkeit preisgegeben hätte. Um seine zunehmende Isolation zu umgehen, schloss Pompeius mit Crassus und dem für 59 v. Chr. zum Konsul gewählten Gaius Iulius Caesar ein informelles Bündnis, eine coitio (später als Erstes Triumvirat bezeichnet, obwohl es im Gegensatz zum Zweiten Triumvirat keine formelle Struktur hatte). Caesar setzte als Konsul Maßnahmen im Interesse von Pompeius durch und scheute dabei nicht vor offenen Verfassungsbrüchen zurück; die Verbindung zwischen den beiden wurde noch dadurch gestärkt, dass Pompeius Caesars Tochter Iulia heiratete. 55 v. Chr. ließ Pompeius ein eigenes Theater erbauen, das „Theater des Pompeius“ oder „Marmornes Theater“ genannt wurde. Es wurde auch als Senatsgebäude benutzt, weil es außerhalb des pomerium lag und somit auch militärische Befehlshaber an Sitzungen teilnehmen konnten, was in der Curia Hostilia nicht zulässig war.
In den folgenden Jahren, als Caesar in Gallien erfolgreich Krieg führte, wurde Pompeius’ Stellung in Rom jedoch immer schwächer, und der Bund der drei Politiker zerbrach endgültig nach dem Tod Iulias und dem des Crassus bei einem Feldzug gegen die Parther 53 v. Chr. Pompeius ließ sich nach schweren inneren Unruhen 52 v. Chr. ohne den üblichen Kollegen zum Konsul ernennen (consul sine collega) und verstärkte sein Heer, das er als Prokonsul von Spanien und für einen geplanten Rachefeldzug gegen die Parther sammelte. Pompeius rückte nun wieder näher an die Senatsmehrheit (Optimaten) heran. Er heiratete Cornelia, die Tochter des bedeutenden Aristokraten Metellus Scipio. Dieser war ein energischer Verteidiger der alten Republik und hatte gegen Caesar, spätestens seit dessen Konsulat, eine starke Abneigung. So war es bezeichnend, dass Metellus von Pompeius als Genosse für das Konsulat gewählt wurde, das er bisher allein geführt hatte.

### Der Bruch mit Caesar und der Weg zum Bürgerkrieg

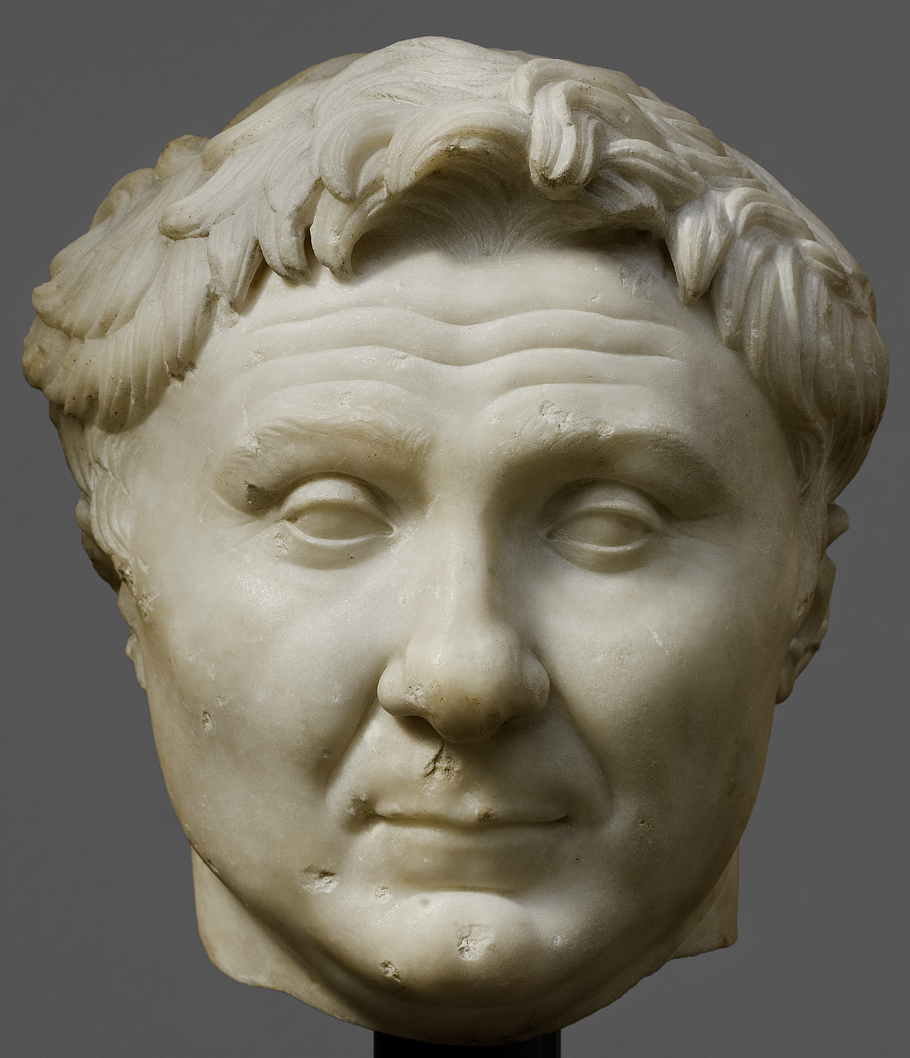
Porträtkopf des Pompeius (Kopenhagen, Ny Carlsberg Glyptotek)

Auf der anderen Seite versuchte Pompeius zunächst, Caesar zu beruhigen. Dem Gesetz (lex annalis) nach konnte Caesar sich nicht um das Konsulat bewerben, bevor zehn Jahre nach seinem ersten Konsulat vergangen waren, das hieß nicht vor dem Jahre 48 v. Chr. Wenn seine Statthalterschaft vorher endete, so wäre eine überaus unangenehme Zwischenzeit entstanden, in der er als Privatmann der Anklage vor Gericht und dem Ruin ausgesetzt war. Als Statthalter war er hingegen vor Anklagen geschützt.
So befürwortete Pompeius einen Gesetzentwurf, nach dem sich Caesar in absentia um das Konsulat bewerben konnte, sodass sich die Amtsperioden seiner Statthalterschaft und des zu erwartenden Konsulats überschneiden sollten. Zu diesen Gesetzen fügte Pompeius jedoch nun eine Anzahl von weiteren Gesetzentwürfen hinzu, die genau jene Zugeständnisse für Caesar zurücknahmen. In der darauffolgenden Zeit beugte sich Pompeius Stück für Stück dem konservativen Flügel des Senats. Wenn Caesars Handlungen in Gallien stark angegriffen wurden, protestierte Pompeius nur schwach, wenn überhaupt, und gab ab und zu dem Druck nach.
Im Mai 50 v. Chr. litt Pompeius an einer schweren Krankheit, die er sich in Neapel zugezogen hatte. Ans Bett gefesselt, machte er den Vorschlag, dass er und Caesar ihre Ämter niederlegen sollten. Dazu kam es aber nicht. Nachdem sich Pompeius erholt hatte, stärkten die große Anteilnahme der Bevölkerung sowie Nachrichten über angebliche Meutereien in Caesars Heer sein Selbstbewusstsein in hohem Maße. Er bestätigte zwei konservative Konsuln für das Jahr 49 v. Chr.
Am 10. Dezember erreichte der Konsul Gaius Claudius Marcellus, dass Caesar seinen Oberbefehl niederlegen, Pompeius hingegen seinen behalten sollte. Dieser Beschluss hielt aber nicht lange, denn Curio überredete den Senat, dass Pompeius und Caesar gleichzeitig zurücktreten sollten. Zur Umsetzung dieses Beschlusses kam es aber nicht mehr, da die Senatssitzung unterbrochen wurde. Im weiteren Verlauf gab es keine Einigung mehr mit Caesar. Am 7. Januar 49 v. Chr. verkündete ein Senatsbeschluss den Staatsnotstand (Senatus consultum ultimum), und Pompeius wurde beauftragt, die Republik gegen Caesar zu verteidigen.

### Bürgerkrieg
Kurz darauf überschritt Caesar den Rubikon, den Grenzfluss seiner Provinz Gallia Cisalpina, womit er gegen die Verfassung der Republik handelte und den Bürgerkrieg vom Zaun brach. Pompeius wurde vom Senat beauftragt, die Stadt Rom zu beschützen. Doch Pompeius wusste, dass seine Streitkräfte in Italien zu schwach waren. Zwar unterstanden ihm zehn Legionen, aber der Großteil dieses Heers war in Spanien stationiert und nicht schnell genug verfügbar. Außerdem war er sich sicher, dass Caesar nicht nur mit einer Legion einmarschieren würde, sondern mit seinem gesamten Heer. So musste er notgedrungen eine evocatio veranlassen, was die Reaktivierung von Veteranen als sogenannte Evocati zur Ergänzung seiner Legionen bedeutete, aber nicht von allen Senatoren ohne Widerspruch hingenommen wurde.
Pompeius war sich des Rückhalts der italischen Städte zu sicher gewesen. Aber selbst viele seiner Verbündeten aus dem Lager der Optimaten wollten sich ihm nicht unterordnen, weil sie die Konzentration der militärischen Macht auf eine Person für unrepublikanisch hielten. Erst Ende des Jahres 49 v. Chr. wurde Pompeius der Oberbefehl übertragen, doch bestand das Zerwürfnis in seinem eigenen Lager fort. Der charismatische Caesar dagegen konnte sich auf die Treue seiner Legionen stützen, die sich ihm persönlich verbunden fühlten (Heeresklientel). Die Uneinigkeit zwischen Pompeius und den übrigen Senatoren und Amtsträgern sollte sich vor allem in der Schlacht von Pharsalos rächen.
Pompeius räumte die Stadt Rom und zog mit einigen ihm treu ergebenen Senatoren nach Brundisium, um sich gen Griechenland einzuschiffen. Caesar konnte die Überfahrt nach Griechenland trotz Belagerung nicht verhindern. Pompeius versuchte, die ihm treu ergebenen Truppen im Osten zu erreichen und seine Klientel auf sich zu verpflichten. Caesar wandte sich erst nach Spanien und nahm dort weitgehend kampflos die Städte ein. Währenddessen war es Pompeius möglich, große Truppen auszuheben. Es gab Befürchtungen, dass er damit in Italien landen wolle, um Caesar zu stellen. Dies bewahrheitete sich allerdings nicht. Pompeius verbrachte den Winter in Thessaloniki. Er bewegte sich erst in Richtung Westen, als Caesar bereit war, das Ionische Meer zu überqueren. Dieses wurde von Marcus Calpurnius Bibulus bewacht, dem Caesar allerdings erfolgreich auswich. Caesar setzte im Januar 48 v. Chr. nach Griechenland über, und beide Armeen marschierten nach Dyrrhachium, wo Caesar in der Schlacht von Dyrrhachium an den Rand einer Niederlage geriet.
Pompeius, der sein militärisches Können bereits mehrfach unter Beweis gestellt hatte, versuchte eine Entscheidungsschlacht zu vermeiden, wurde aber von den Senatoren dazu gezwungen. In der Schlacht von Pharsalos in Thessalien erlitt Pompeius am 9. August 48 v. Chr. eine vernichtende Niederlage.

### Ermordung in Ägypten
Nach der Niederlage bei Pharsalos floh Pompeius mit einer Flottille zunächst nach Zypern. Dort fand eine Beratung über die weitere Fluchtroute statt, an der ein Vertrauter des Triumvirs, Theophanes von Mytilene, entscheidenden Anteil nahm. Pompeius dachte an ein Bündnis mit den Parthern, ein anderer Vorschlag sah die Kontaktaufnahme mit Juba I. in Nordafrika vor, um sich dessen Unterstützung zu sichern, doch schließlich setzte sich die Meinung durch, beim ägyptischen König Ptolemaios XIII. um Hilfe anzufragen. Mit dessen Vater hatte Pompeius ein Gastfreundschaftsverhältnis verbunden, und auch die reichen Ressourcen des Nillandes spielten bei der Entscheidung eine wichtige Rolle. Pompeius borgte sich auf Zypern Geld und rekrutierte damit rund 2000 Elitesoldaten, die er auf seiner Flottille mitnahm. Er landete bei Pelusion und bat von dort aus den Ptolemäerkönig um Aufnahme. Dieser befand sich nicht weit entfernt beim Kasischen Vorgebirge, wo er mit seinen Truppen gegenüber den Streitkräften seiner mit ihm verfeindeten Schwester Kleopatra VII. lagerte. Der Regentschaftsrat des minderjährigen Königs beschloss in einer Sitzung auf Vorschlag des Theodotos von Chios die Ermordung des Pompeius, um nicht in dessen Bürgerkrieg gegen Caesar hineingezogen zu werden.
Offiziell wurde Pompeius’ Gesuch genehmigt; der Triumvir erhielt eine Einladung zum König. Dieser begab sich mit seinem Heer an die Küste, um den Anschein zu erwecken, dass er Pompeius feierlich empfange. Der ägyptische Feldherr Achillas, dem die Durchführung des Mordplans aufgetragen war, fuhr mit einigen Getreuen in einem Boot zur Flottille des Triumvirn und überredete ihn, in seinem Boot Platz zu nehmen. Nach der Verabschiedung von seiner Gemahlin Cornelia stieg Pompeius mit zwei Centurionen, seinem Freigelassenen Philippus und einem Sklaven in Achillas’ Boot um. Während der Fahrt zum Ufer las er eine griechische Rede, die er dem ägyptischen König vorzutragen beabsichtigte. Kurz bevor er das Ufer erreichte, wurde er von einem ihm bekannten Tribun, Lucius Septimius, niedergestochen, woraufhin auch Achillas und der Centurio Salvius mit ihren Dolchen auf ihn einstachen. Der Mord ereignete sich am 28. September 48 v. Chr. (nach dem vorjulianischen Kalender = 25. Juli 48 v. Chr. nach dem  Julianischen Kalender), einen Tag vor dem 58. Geburtstag des Feldherrn.
Nach dem Abschlagen des Hauptes vom Leichnam überließen die Ägypter den übrigen Körper des Pompeius dessen Freigelassenen Philippus. Gemeinsam mit dem zufällig anwesenden Servilius Codrus verbrannte Philippus den Toten auf einem Scheiterhaufen und bestattete die Asche in einem Grabhügel. Später erhielt die Witwe Cornelia die Asche zugestellt und ließ sie auf dem Albanum beisetzen. Der Kopf des Pompeius wurde dem zwei Tage nach dessen Ermordung in Alexandria gelandeten Caesar übergeben. Angeblich weinte Caesar, als er den abgeschlagenen Kopf sah. Er ließ ihn als Zeichen seiner Milde (clementia) bestatten.
Ein Freigelassener des Pompeius, Pompeius Lenaeus, warf nach dessen Tod dem Geschichtsschreiber Sallust vor, seinen ehemaligen Herrn als schamlosen Heuchler darzustellen.

## Familie
Pompeius war fünfmal verheiratet. In jungen Jahren schon heiratete er Antistia. Aus politischen Gründen ließ er sich scheiden und heiratete Aemilia, die Stieftochter Sullas. Auch sie musste sich für die Ehe mit Pompeius erst scheiden lassen. Sie starb wenig später bei der Frühgeburt eines Kindes, das sie noch von ihrem ersten Mann erwartete. 80 v. Chr. heiratete Pompeius seine dritte Frau, Mucia Tertia. Mit dieser hatte er drei Kinder: Gnaeus Pompeius den Jüngeren, eine Tochter Pompeia, die erst mit Faustus Cornelius Sulla und nach dessen Tod vermutlich mit Lucius Cornelius Cinna verheiratet war, und Sextus Pompeius. Nach seiner Rückkehr aus dem Osten trennte sich Pompeius von Mucia Tertia wegen Untreue (62 v. Chr.). Drei Jahre später heiratete er in vierter Ehe Iulia, die Tochter Caesars, die jedoch im Kindbett starb (54 v. Chr.). Seine letzte Ehefrau wurde Cornelia Metella (52 v. Chr.).
Während Gnaeus Pompeius der Jüngere auf Veranlassung Caesars bereits 45 v. Chr. in Hispanien hingerichtet wurde, überlebte Sextus und konnte mit Hilfe der pompeianischen Partei ab 43 v. Chr. eine starke Machtposition in Sizilien errichten, von wo er sich für die Wiederherstellung der Familienehre einsetzte.

## Porträt

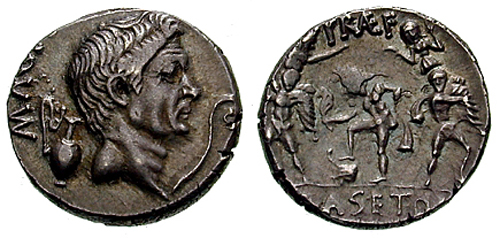
Postumes Münzporträt des Pompeius auf einer Münze seines Sohnes Sextus

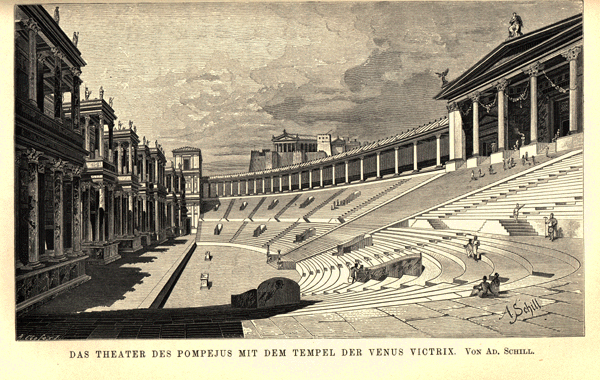
Theater des Pompeius (Rekonstruktionszeichnung)

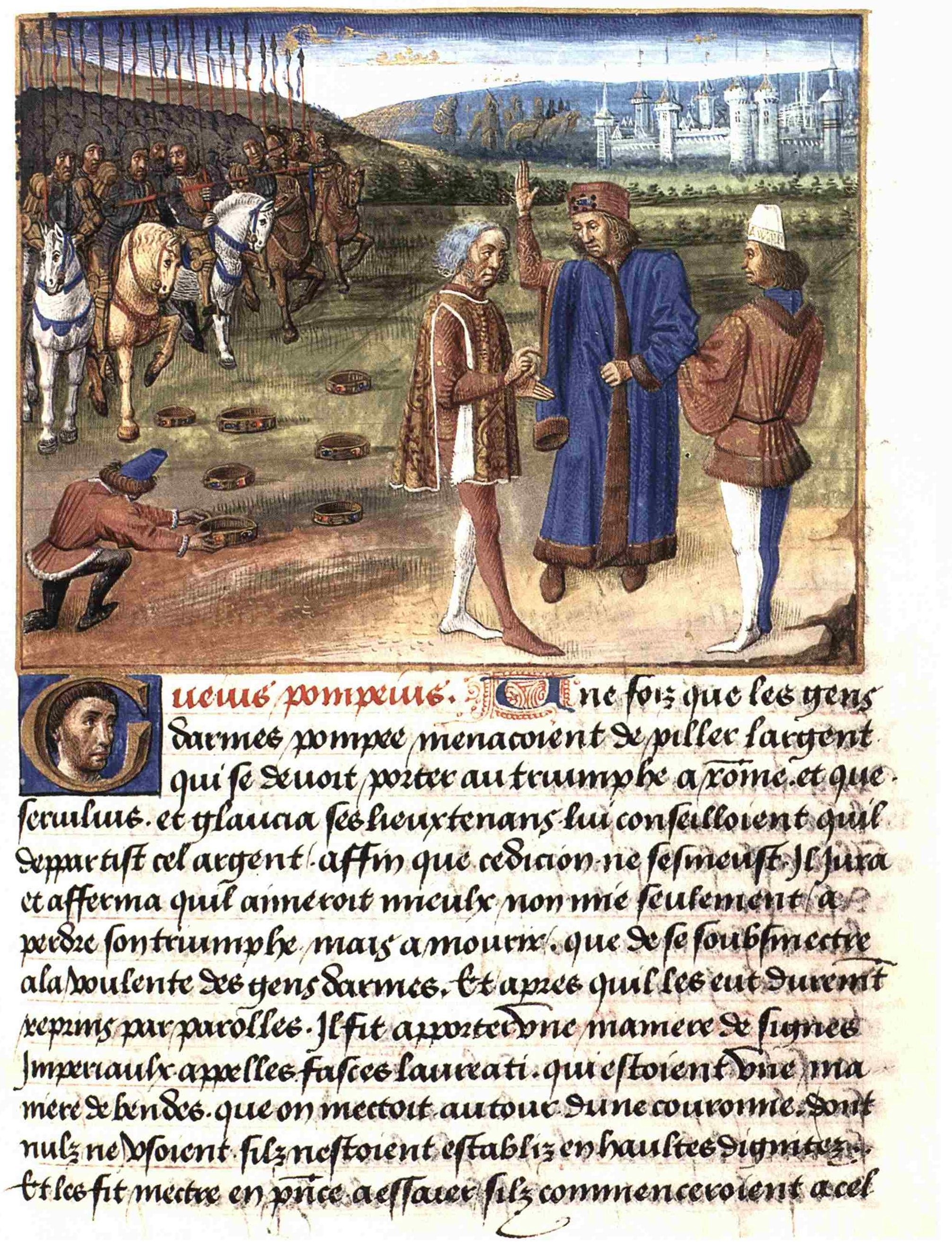
Pompeius mit seinen Offizieren Servilius und Glaucia. Buchmalerei in einer Handschrift des späten 15. Jahrhunderts: Brüssel, Bibliothèque royale, Ms. 10475, fol. 115r

Die einzigen inschriftlich gesicherten Porträts des Pompeius sind auf Münzen überliefert, die seine Söhne Gnaeus in Spanien und vor allem Sextus auf Sizilien prägen ließen. Auf ihrer Grundlage wurde ein Porträtkopf aus dem frühkaiserzeitlichen Liciniergrab (jetzt in Kopenhagen, Ny Carlsberg Glyptotek) identifiziert, der die literarisch für Pompeius bezeugte Alexander-Nachahmung in Gestalt eines pathetischen Haarschopfes mit einem von vielen Betrachtern als bäuerlich-bieder empfundenen Gesicht kombiniert. Einen anscheinend etwas jüngeren Pompeius zeigt ein Porträtkopf in Venedig (Archäologisches Nationalmuseum). Ein dritter Porträttypus ist in einer Büste vertreten, die 2017 vom Louvre erworben wurde. Zeitgenössische Pompeiusdarstellungen dürften kleine Tonköpfchen sein, die in vereinfachter Form seine charakteristischen Bildniszüge wiedergeben. Ein Porträt des jungen Pompeius zur Zeit seines ersten Triumphs ist möglicherweise in einem Kopf in den Uffizien überliefert, doch wird die Identifizierung auch bestritten.